# World Baseball Classic
World Baseball Classic – baseballowy turniej międzynarodowy zarządzany przez Międzynarodową Federację Baseballu (IBAF). Zwycięzca turnieju ogłaszany jest mistrzem świata. 

## Historia
Utworzony w 2005 roku przez Major League Baseball, Związek Zawodowy Baseballistów (ang. Major League Baseball Players Association) oraz inne ligi zawodowe na świecie turniej do 2011 roku odbywał się równolegle z nieorganizowanymi już mistrzostwami świata w baseballu, a do 2008 roku z wycofanym z programu turniejem olimpijskim. 
Pierwszy World Baseball Classic, w którym uczestniczyło 16 zespołów, miał miejsce w 2006 roku, a pierwszym zwycięzcą została Japonia. Od 2009 turniej rozgrywany jest co cztery lata. W marcu 2013 w turnieju zagrało 16 zespołów, a runda finałowa odbyła się w San Francisco, na stadionie San Francisco Giants AT&T Park (komplet uczestników wyłoniła runda kwalifikacyjna, łącznie do turnieju przystąpiło 28 zespołów). 

## Zwycięzcy
| Rok  | Gospodarz rundy finałowej |                   | Finał                 | Finał             | Finał            |                   | Półfinaliści | Półfinaliści |  | Liczba drużyn |
| Rok  | Gospodarz rundy finałowej | Mistrz            | Wynik                 | Wicemistrz        | 3. miejsce       | 4. miejsce        |              |              |  | Liczba drużyn |
| 2006 | San Diego                 | Japonia           | 10–6                  | Kuba              | Korea Południowa | Dominikana        | 16           |              |  |               |
| 2009 | Los Angeles               | Japonia           | 5–3 (po 10 inningach) | Korea Południowa  | Wenezuela        | Stany Zjednoczone | 16           |              |  |               |
| 2013 | San Francisco             | Dominikana        | 3–0                   | Portoryko         | Japonia          | Holandia          | 16           |              |  |               |
| 2017 | Los Angeles               | Stany Zjednoczone | 8–0                   | Portoryko         | Japonia          | Holandia          | 16           |              |  |               |
| 2023 | Miami                     | Japonia           | 3–2                   | Stany Zjednoczone | Meksyk           | Kuba              | 20           |              |  |               |

### Klasyfikacja medalowa
| Miejsce | Reprezentacja     | Złoto | Srebro | Brąz | Suma |
| ------- | ----------------- | ----- | ------ | ---- | ---- |
| 1       | Japonia           | 3     | 0      | 2    | 5    |
| 2       | Stany Zjednoczone | 1     | 1      | 0    | 2    |
| 3       | Dominikana        | 1     | 0      | 0    | 1    |
| 4       | Portoryko         | 0     | 2      | 0    | 2    |
| 5       | Korea Południowa  | 0     | 1      | 1    | 2    |
| 6       | Kuba              | 0     | 1      | 0    | 1    |
| 7       | Wenezuela         | 0     | 0      | 1    | 1    |
| 7       | Meksyk            | 0     | 0      | 1    | 1    |

## Najbardziej wartościowi zawodnicy turnieju
- 2006:  Daisuke Matsuzaka[16]
- 2009:  Daisuke Matsuzaka[16]
- 2013:  Robinson Canó[17]
- 2017:  Marcus Stroman[18]
- 2023:  Shōhei Ōtani[19]